# Bourse du café et du cacao
La Bourse du café et du cacao est un organe privé, de type particulier, institué par les autorités ivoiriennes  et chargé d’assurer des missions d’intérêt général dans les filières du café et du cacao.
La Bourse du café et du cacao exerce des missions techniques et commerciales. Elle effectue également des activités d'encadrement et de suivi des opérations liées au café et au cacao de Côte d'Ivoire. Elle centralise l'ensemble des opérations d'exportation des produits, réalise toutes les opérations administratives et commerciales de la filière qui ne relèvent pas, de manière spécifique, de l'Autorité de régulation du café et du cacao (ARCC) ou du Fonds de régulation et de contrôle café-cacao (FRC).